# Équipe de Belgique de football aux Jeux olympiques d'été de 1928
L'équipe de Belgique de football participe à son 4e tournoi de football aux Jeux olympiques lors de l'édition de 1928 qui se déroule à Amsterdam aux Pays-Bas, du 27 mai 1928 au 13 juin 1928.

## Premier tour
| 27 mai 1928 | Belgique                                         | 5 – 3 | Luxembourg                                 | Amsterdam                                        |                                                  |
| 12:00       | R. Braine 9e 72e · Versyp 20e · Moeschal 23e 67e |       | Schutz 31e · Weisgerber 42e · Theissen 44e | Spectateurs : 5 834 Arbitrage : Lorenzo Martinez | Spectateurs : 5 834 Arbitrage : Lorenzo Martinez |
| 12:00       | Report                                           |       |                                            | Spectateurs : 5 834 Arbitrage : Lorenzo Martinez | Spectateurs : 5 834 Arbitrage : Lorenzo Martinez |

## Deuxième tour
| 2 juin 1928 | Argentine                                          | 6 – 3 | Belgique                                    | Amsterdam                                             |                                                       |
| 12:00       | Tarasconi 1re 10e 75e 89e · Ferreira 4e · Orsi 81e |       | R. Braine 24e · Vanhalme 28e · Moeschal 53e | Spectateurs : 16 399 Arbitrage : Achille Gama Malcher | Spectateurs : 16 399 Arbitrage : Achille Gama Malcher |
| 12:00       | Report                                             |       |                                             | Spectateurs : 16 399 Arbitrage : Achille Gama Malcher | Spectateurs : 16 399 Arbitrage : Achille Gama Malcher |

## Tournoi de consolation

### Premier tour
| 5 juin 1928 | Pays-Bas                         | 3 – 1 | Belgique      | Sparta-Stadion Het Kasteel, Rotterdam                 |                                                       |
| 14:00       | Ghering 4e · Smeets 6e · Tap 63e |       | P. Braine 85e | Spectateurs : 20 000 Arbitrage : Achille Gama Malcher | Spectateurs : 20 000 Arbitrage : Achille Gama Malcher |
| 14:00       | Rapport                          |       |               | Spectateurs : 20 000 Arbitrage : Achille Gama Malcher | Spectateurs : 20 000 Arbitrage : Achille Gama Malcher |

## Effectif
| Belgique - Bierna - Boesman - P Braine - R Braine - Caudron - De Bie - De Deken - De Spae - Devos - Diddens - Ditzler - Hellemans - Hoydonckx - Lavigne - Moeschal - Ruyssevelt - Van Averbeke - Vanhalme - Verhulst - Versyp - Voorhoof Entraîneur : William Maxwell |